# Kielermiesskie osiedle wiejskie
Kielermiesskie osiedle wiejskie – jedno z 5 osiedli wiejskich w rejonie giagińskim wchodzącym w skład Republiki Adygei. W 2022 liczyło 3224 mieszkańców.